# Irská vlajka

Irská vlajka
Poměr stran: 1:2

Vlajka Irska je tvořena listem o poměru stran 1:2 s trikolórou svislých pruhů v barvě zelené, bílé a oranžové.
Barvy vlajky jsou stanoveny v systému Pantone:
- Zelená – pms 347
- Oranžová – pms 151

Zelená barva na vlajce symbolizuje „smaragdový“ ostrov s katolickou většinou obyvatelstva, oranžová, odvozená z barev oranžsko-nasavské dynastie a připomíná protestantskou část. Bílý pruh uprostřed znamená potřebu míru a dorozumění mezi oběma náboženskými skupinami. Proto je tato vlajka označována jako unionistická. Podle některých návrhů měla však být bílá barva věnována menšině irských presbyteriánů.

Rozměry irské vlajky
Vlajka irského prezidenta Poměr stran: 1:2
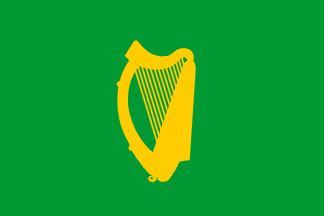
Irská lodní vlajka (Naval Jack) Poměr stran: 2:3

## Historie

### Vlajky za anglické a britské nadvlády
Ostrov Irsko byl osídlen kolem roku 6000 př. n. l. Kolem roku 432 bylo pokřesťanštěno sv. Patrikem, křesťanským duchovním, misionářem a biskupem, původem z římské Británie. Roku 1155 udělil papež Hadrián IV. panství nad ostrovem Jindřichovi II. Plantagenetovi. Roku 1541 vzniklo Irské království (králem se prohlásil anglický král Jindřich VIII.) Prvními vlajkami užívané na ostrově tak byly vlajky anglické.
12. dubna 1606 byla, po vytvoření personální unie Anglie se Skotskem (Unie Korun), zavedena skotským králem Jakubem VI. společná vlajka, vyvěšovaná i v Irsku. Tato vlajka byla vytvořena spojením anglické vlajky (červený kříž na bílém pozadí, známý jako kříž svatého Jiří) a skotské vlajky (bílý, diagonální kříž na modrém pozadí, označovaný jako kříž svatého Ondřeje). V letech 1649–1652 dobyl Irsko Oliver Cromwell, který z něj udělal první anglickou kolonii.
1. ledna 1801 bylo vyhlášeno Spojené království Velké Británie a Irska. Státní vlajkou se stala dosud užívaná vlajka Jakuba VI., doplněná o červený, úhlopříčný kříž sv. Patrika, symbolizující Irsko. Tato vlajka, která se začala vyvěšovat i v Irsku, je stále platnou vlajkou Spojeného království (v současnosti již jen se Severním Irskem).

Anglická vlajka v Irsku (1541–1606) Poměr stran: 3:5
Vlajka personální unie Anglie a Skotska (1606–1707) a Britská vlajka (1707–1800) v Irsku Poměr stran: 3:5
Britská vlajka v Irsku (1801–1922) Poměr stran: 1:2

### Vlajky irského národněosvobozeneckého hnutí
Ze 40. let 17. století jsou první zmínky o zeleném praporu se žlutou harfou, který byl později (koncem 18. století) symbolem národněosvobozeneckého hnutí a vlajkou provincie Leinster, nyní již historické. V roce 1782 získalo Irsko částečnou autonomii, 1798 proběhlo protibritské povstání.
1. ledna 1801 se, se vznikem Spojeného království Velké Británie a Irska, stalo Irsko britskou korunní kolonií. Společně s britskou státní vlajkou se objevila i neoficiální vlajka se zeleným listem, která měla v kantonu britskou vlajku a ve vlající části žlutou harfu, jejíž sloup byl ve tvaru zpola obnažené ženy s křídly místo rukou (tzv. Irská panna).

První irská vlajka s harfou (1642), neodpovídá zdroji
Neoficiální irská vlajka (1801)

V záři roku 1830 se na setkání při oslavě francouzské revoluce objevily zeleno-bílo-oranžové prapory. Po další francouzské revoluci v roce 1848 se vlajky s těmito svislými, zeleno-bílo-oranžovými pruhy rozšířily více.
7. března 1848 vyvěsil Thomas Francis Meagher z okna svého domu v Port Láirge (Waterford) vlajku, inspirovanou francouzskou trikolórou užívanou v průběhu francouzské únorové revoluce v Paříži, odkud se vůdce mladoirů (Young Ireland) vrátil. Další mladoir John Mitchel vyslovil naději, že se tato vlajka v budoucnosti stane vlajkou národní. Nová vlajka byla tvořena třemi svislými pruhy: oranžovým, bílým a zeleným (tedy opačně než v současnosti). Po týdnu nařídily britské úřady vlajku odstranit. (není obrázek)
V dubnu 1848 tuto vlajku přivezl Meagher do Dublinu, kde vysvětlil symboliku jejích barev:
- Zelená – tradiční barva irských katolíků
- Oranžová – barva protestantů doplňuje zelenou barvu, byla odvozena z barev oranžsko-nasavské dynastie
- Bílá – pruh uprostřed značil potřebu míru a porozumění mezi oběma náboženstvími

Tato vlajka se v dalších letech příliš neužívala, v roce 1908 však vyšla (bez povolení) poštovní známka s jejím vyobrazením. Poté byla využívána k propagaci stranou Sinn Féin, usilující o plnou nezávislost Irska.
Při Velikonočním povstání, které vypuklo v Dublinu 24. dubna 1916 a bylo organizováno Irským republikánským bratrstvem, byla nad budovou hlavní pošty vyvěšena spolu s irskou trikolórou (již s pořadím zelená-bílá-oranžová) také zelená vlajka s bílo-oranžovým nápisem Irish Republic. Nad hotelem Imperial pak vlála vlajka irské občanské armády, kterou tvořil zelený, zlatými třásněmi lemovaný list se stylizovaným, žlutým pluhem, na kterém leželo sedm bílých, osmicípých hvězd, uspořádaných do tvaru souhvězdí Velké medvědice (známé též jako Velký vůz).

Revoluční vlajka (1916)
Vlajka irské občanské armády (1916)

Koncem roku 1918 získala při volbách do britského parlamentu strana Sinn Féin nejvíce hlasů a 21. ledna 1919 ustanovila Irské Národní shromáždění, které ihned po svém ustanovení vyhlásilo Irskou republiku. Státní vlajkou se stal list se třemi svislými pruhy (zeleno-bílo-oranžovými), ale pořadí barev bylo závazně stanoveno až v roce 1920. V téže době byla zorganizována Irská republikánská armáda (IRA) na obranu nově vzniklé republiky. Po britsko-irské válce v letech 1919–1921 byla 6. prosince 1921 podepsána v Londýně Britsko-irská smlouva, po které vznikl Irský svobodný stát (se statutem dominia v rámci Commonwealthu). Šest převážně protestantských hrabství na severu ostrova zůstalo pod názvem Severní Irsko součástí Spojeného království. Národní vlajkou Irska se stal list se třemi svislými pruhy (zeleným, bílým a oranžovým). Následovala Irská občanská válka (1922–1923).

### Vlajka nezávislého Irska
1. července 1937 byla přijata nová ústava, platná od 29. prosince, která zrušila statut dominia a byla vyhlášeno nezávislé Irsko (irsky Éire). V článku č. 7 byla potvrzena dosavadní vlajka a stanoven poměr stran na 1:2. 18. dubna 1949 byla formálně vyhlášena Irská republika, na vlajku neměla tato skutečnost vliv a užívá se dodnes.

## Vlajky nižších územních celků

### Vlajky historických provincií

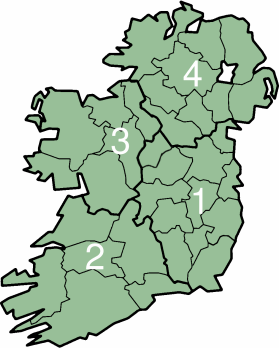
Irské provincie

Čtyři irské historické provincie již v dnešní době nejsou územně správními útvary, užívají se ale pro statistické účely. Jména provincií se běžně užívají jako zeměpisná označení. Pochází z raného středověku. Cúige, irské slovo pro provincii, doslova znamená pětina. Provincií bylo totiž původně pět, ale pátá z nich, Meath, byla časem začleněna do provincie Leinster. Neoficiálně se užívá i společná „vlajka čtyř provincií", obdoby irské národní vlajky.

Vlajka čtyř provincií (neoficiální národní vlajka)
Connacht (irsky Connachta) (1)
Leinster (Laighin) (2)
Munster (An Mhumhain) (3)
Ulster (Uladh) (4)
Meath

### Barvy hrabství

Administrativní dělení Irska

Irsko se od roku 1922 člení na 26 hrabství (někdy uváděny okresy). Původní unitární Irsko mělo 32 hrabství, ale 6 hrabství (většina Ulsteru) vytvořilo Severní Irsko a je součástí Spojeného království.
Vlajky těchto hrabství (okresů) nejsou oficiální, užívají se však vlajky založené na barvách Galské atletické asociace (GAA). Kromě většinou dvoubarevných vlajek se dvěma svislými pruhy se vyskytují i varianty, které mají uprostřed štíty znaku okresní rady nebo okresního týmu GAA, doplněný v horní části o, do oblouku uvedený, anglický název hrabství a irský název vodorovně v dolní  části a menším písmem.
Některé rady hrabství užívají vlastní vlajky, nejedná se však o vlajky hrabství ale pouze o vlajky těchto volených orgánů (veřejnost je neužívá).